# Keskenylevelű ezüstfa
A keskenylevelű ezüstfa, ezüstfűz vagy olajfűz (Elaeagnus angustifolia) kis-ázsiai eredetű fa, vagy cserje. Ágai tövisesek, a hajtások, levelek és a termések ezüstös csillámszőrökkel borítottak. Nagy tűrőképességű faj, amely rossz talajokon, például szikeseken, városi körülmények között parkokban is tenyészik. A Duna–Tisza közén egyes helyeken olajfának is nevezik, annak ellenére, hogy nem az olajfa (Olea) nemzetségbe tartozik. Az ezüstfűz elnevezés szintén nem keverendő össze az ezüstös fűzzel (fehér fűz) (Salix alba), aminek a kérgéből kivont szalicilsavból az aszpirint állítják elő.
Magyarországon inváziós fajnak számít, nem ültethető.

## Jellemzői

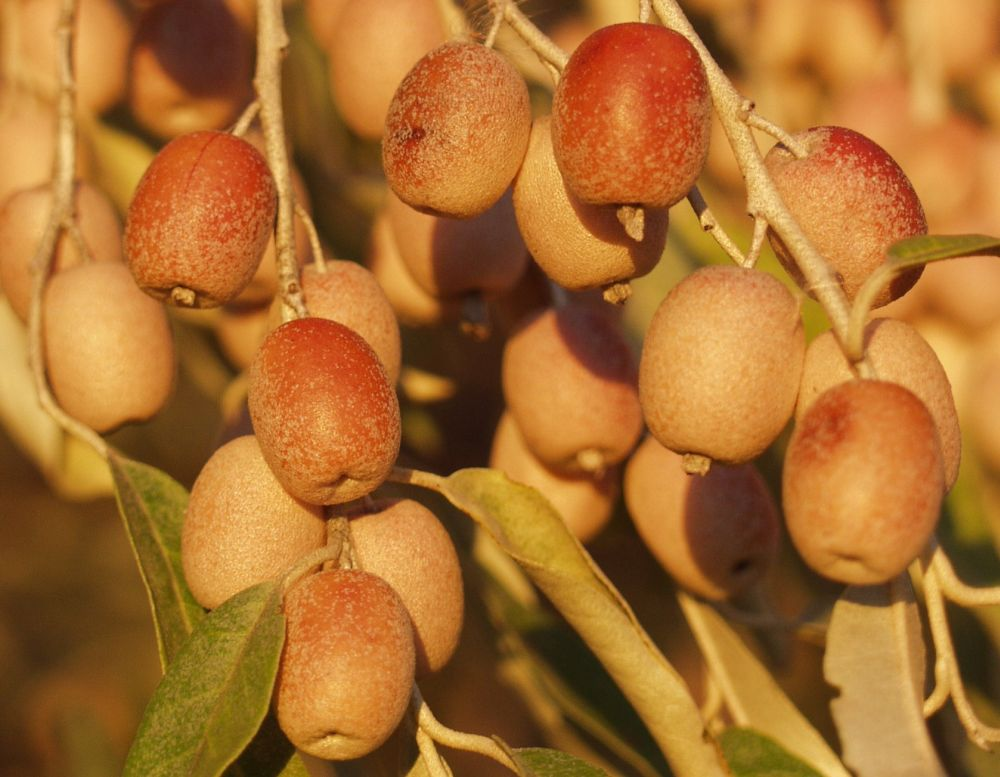
Keskenylevelű ezüstfa termése

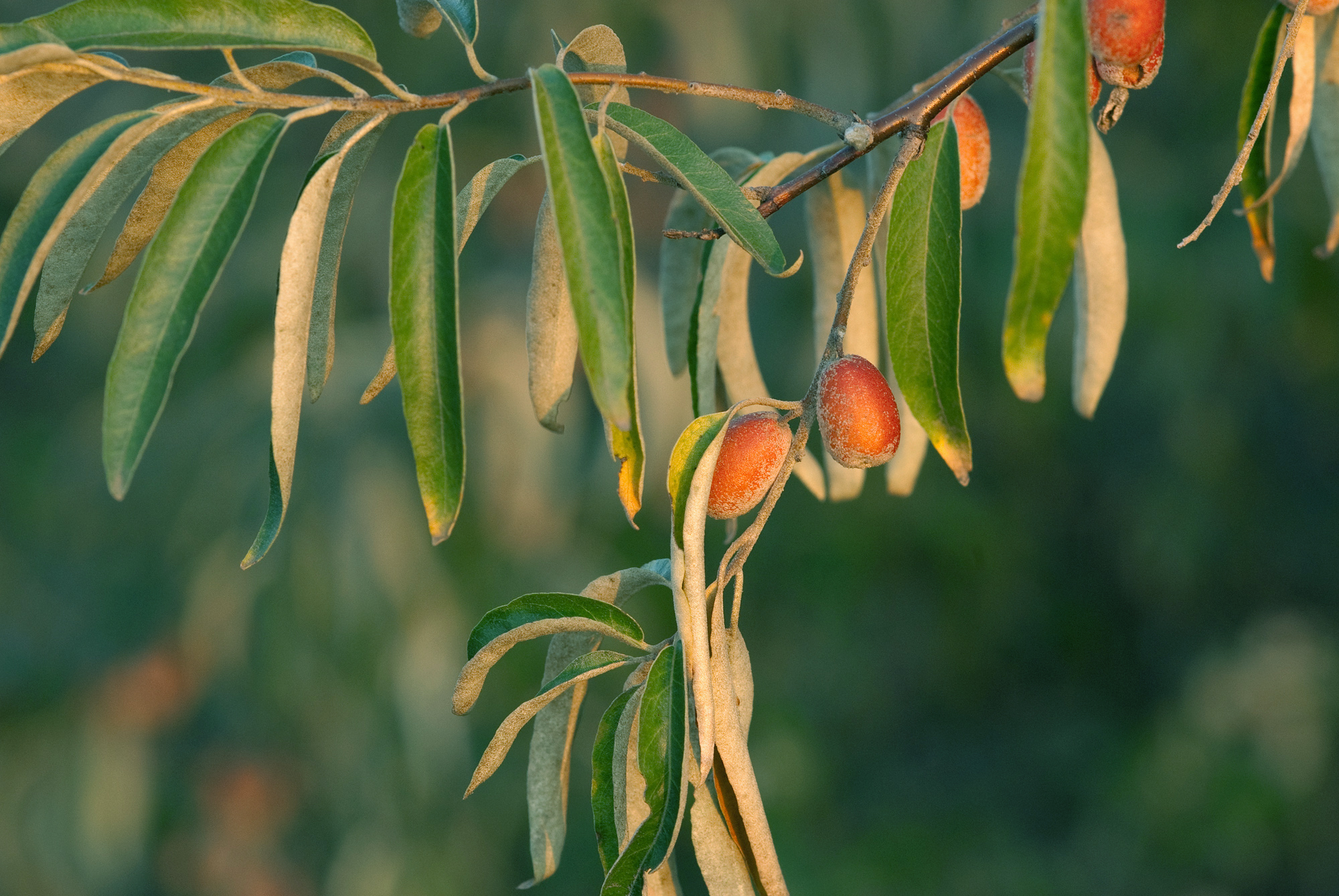
Keskenylevelű ezüstfa levele és érett termése

Kezdetben gyors növekedésű, nagy cserje, ami idővel 5-15 méter magas, gyakran ferde törzsű fává fejlődik. Az alacsonyabb példányok néha gyökérsarjakkal terjednek. Apró, bódító illatú sárga virágai a levelek hónaljában május-júniusban nyílnak. Termése ezüstös, majd idővel kissé megbarnuló, lisztes húsú csontár. Ágrendszere lazán szétálló, idős korban ívesen szétterülő. Kérge sötétbarna, puha, rostosan felrepedező, hosszú lemezekben leváló. A fejlett hónaljrügyeket viselő hosszú hajtásokon a következő évben korlátolt növekedésű törpehajtások képződnek, a lombozat jelentős részét ezek hordozzák. A fiatal hajtások ezüstösek, 1–5 cm hosszú, egyszerű, hajtáseredetű töviseket hordoznak. Az idősebb hajtások kopaszak, fényesek zöldesbarnák, majd vörösesbarnák. A hosszú hajtások rügyei tojásdadok, tompa csúcsúak, 4-7 ezüstszürke rügypikkellyel, a rövid hajtások rügyei aprók, kevés pikkelyűek. Levelei lándzsásak, 3–8 cm hosszúak, alsó 1/3-ban a legszélesebbek, ék vállúak, tompa csúcsúak, ép szélűek, felül zöldek, alul ezüstfehérek. Májusban nyíló illatos, sárgás virágai a törpe hajtások levélhónaljaiban 1-3-asával nyílnak. Termése tojásdad, 1-1,6 cm hosszú csontár (valójában álcsontár, mivel nem csak a termőből alakul ki). Kezdetben szürke, pikkelyszőrös, érés után kopaszodó, sárgásbarna, ehető, lisztes állományú, a csontáron 8 hosszanti sáv található. A termés érés után a fán marad, a madarak (pl. a fenyőrigó) a téli hónapokban szívesen fogyasztják, magjait (az emésztőrendszerükön áthaladva) sokfelé elhullatják.

## Elterjedése
Hazája a Földközi-tenger környékétől Mongóliáig terjed. Magyarországon parkokba, erdősávokba korábban tömegesen ültették. Erősen fényigényes, egyébként jóformán mindent kibír: a sovány, száraz, homokos vagy köves talajt, az erős sziket, a szennyezett levegőt. Síkvidéki területeinken erősen terjedő, inváziós faj. Nemzeti parkjainkban a természetes vegetációt veszélyezteti, ezért visszaszorítására komoly erőfeszítések folynak.

## Hatóanyagai
Drogja (Elaeagnin) alkaloidát tartalmaz.[forrás?] Áltermésében C-vitamin van, de fogyasztásra alkalmatlan.

## Gyógyhatásai
Magas vérnyomás elleni tea készül a leveleiből, de nem forrázva, hanem áztatással langyos vízben 6-8 órán keresztül.[forrás?]